# Tiranet becfí
El tiranet becfí (Inezia tenuirostris) és un ocell de la família dels tirànids (Tyrannidae).

## Hàbitat i distribució
Habita matolls del desert i bosc obert de les terres baixes al nord-est de Colòmbia i nord-oest de Veneçuela.